# Mara (khu tự quản)
Mara là một khu tự quản thuộc bang Zulia, Venezuela. Thủ phủ của khu tự quản Mara đóng tại San Rafael del Moján. Khự tự quản Mara có diện tích 3588 km2, dân số theo điều tra dân số ngày 21 tháng 10 năm 2001 là 155918 người.